# Беси Смит
Беси Смит (15 април 1894 – 26 септември 1937) е американска блус певица. Наричана Императрицата на блуса, тя е най-популярната блус певица през 20-те и 30-те години. Често е сочена като една от най-великите певици на своето време изобщо и заедно с Луис Армстронг оказват значимо влияние върху джаз вокалистите след себе си. Носителка на три специални награди Грами - Зала на славата.